# Ferrari 246P
Chronologie des modèles (1960)
Ferrari D156 Ferrari 156P
La Ferrari 246P est une monoplace de Formule 1 engagée par la Scuderia Ferrari lors du Grand Prix de Monaco 1960. Conçue par les ingénieurs italiens Vittorio Jano et Carlo Chiti, elle est pilotée par l'Américain Richie Ginther.

## Historique
Le dimanche précédant le Grand Prix de Monaco 1960, la Scuderia Ferrari teste pour la première fois sa Ferrari 246P. Celle-ci diffère de la Ferrari D246 par une suspension avant plus souple et une nouvelle boîte de vitesses, reliée directement au moteur V6 de la monoplace. Les suspensions arrière sont composées d'une double triangulation et les porte-moyeux ont été fabriqués en alliage au lieu de l'acier soudé habituellement utilisé. L'écurie italienne décide alors de confier sa nouvelle voiture à Richie Ginther, qui participe à son premier Grand Prix de Formule 1, les trois Ferrari D246 habituelles étant récupérées par Cliff Allison, Phil Hill et Wolfgang von Trips.
Lors des qualifications, Ginther, qui a souffert d'une boîte de vitesses aux rapports mal ajustés lors des essais libres du jeudi, obtient le neuvième temps en 1 min 38 s 4, à 2,1 secondes et demi de la pole position établi par Stirling Moss, et s'intercale entre von Trips et Hill, alors qu'Allison échoue à se qualifier pour la course. Le lendemain, Ginther se retrouve dès les premiers tours en queue de peloton, mais profite des nombreux abandons pour terminer sixième, à trente tours de Moss, l'Américain poussant sa 246P afin qu'elle franchisse la ligne d'arrivée,. Fort de ce résultat, Ginther, qui marque son premier point pour son premier Grand Prix, est conservé par Ferrari tandis que la 246P n'apparaît plus en course.

## Résultats en championnat du monde de Formule 1
| Saison | Écurie           | Moteur         | Pneus  | Pilotes        | Courses | Courses | Courses | Courses | Courses | Courses | Courses | Courses | Courses | Courses | Points inscrits | Classement |
| Saison | Écurie           | Moteur         | Pneus  | Pilotes        | 1       | 2       | 3       | 4       | 5       | 6       | 7       | 8       | 9       | 10      | Points inscrits | Classement |
| ------ | ---------------- | -------------- | ------ | -------------- | ------- | ------- | ------- | ------- | ------- | ------- | ------- | ------- | ------- | ------- | --------------- | ---------- |
| 1960   | Scuderia Ferrari | Ferrari 171 V6 | Dunlop |                | ARG     | MON     | 500     | P-B     | BEL     | FRA     | GBR     | POR     | ITA     | USA     | 26 (27)         | 3e*        |
| 1960   | Scuderia Ferrari | Ferrari 171 V6 | Dunlop | Richie Ginther |         | 6e      |         |         |         |         |         |         |         |         | 26 (27)         | 3e*        |

Légende : ici 

* 2 points marqués avec la Ferrari 156P et 24 points marqués avec la Ferrari D246.